# Chiesa di San Carpoforo (Milano)
La chiesa di San Carpoforo (gesa de San Carpofen in lombardo) è una chiesa sconsacrata situata nel centro storico di Milano, in via Formentini 10.

## Storia

### Il tempio di Vesta
La struttura originaria della chiesa di san Carpoforo apparteneva a un tempio pagano romano. Questa prima destinazione d’uso è testimoniata dal ritrovamento di diversi manufatti risalenti all'epoca romana: quattro colonne di porfido (spostate nel 1809 presso il Museo archeologico), diversi marmi preziosi, i resti di un edificio sotterraneo, un mosaico scoperto nell'ottobre del 1811 durante le operazioni di pavimentazione della piazza e un altare votivo dedicato ad una divinità portatrice di frutti ("carpofora"), poi identificata in Vesta.
Vesta era la dea del focolare. In ambito pubblico il suo culto consisteva principalmente nel mantenere acceso il fuoco sacro nel tempio cittadino: le sacerdotesse legate al suo ordine, quello delle celebri vestali, avevano il compito di custodire la fiamma all'interno del tempio a lei dedicato, facendo sì che non si spegnesse mai. A livello privato Vesta era la protettrice dei panettieri, dei fornai e del focolare domestico: per questo motivo le erano sacri tutti i cibi cotti su di esso.
La tradizione racconta che l'antico edificio milanese a lei sacro fu consacrato a san Carpoforo per mediazione di santa Marcellina, sorella del vescovo di Milano sant'Ambrogio, la quale visse nelle vicinanze insieme alla famiglia anche dopo la scomparsa dell'illustre parente fino al 404, anno della sua morte. La figura della donna ha lasciato traccia nella tradizione popolare sino a metà del XIX secolo: ancora in quegli anni, infatti, si riteneva che l'acqua (detta appunto "di santa Marcellina") fornita dal pozzo di una casa che dava sulla piazza possedesse proprietà miracolose.

### La successiva chiesa
La prima testimonianza storicamente provata dell'esistenza della chiesa risale all'anno 813. La si ritrova già ampliata verso l'XI secolo, mentre dal secolo successivo risulta essere amministrata da due parroci, uno che si occupava della cura d'anime esternamente alle mura della città e l'altro internamente. L'edificio subì notevoli modifiche strutturali anche durante il XVI secolo. All’epoca Gian Giacomo Medici ottenne infatti una dispensa pontificia attraverso l'intercessione del fratello cardinale Giovanni Angelo (il futuro Papa Pio IV) e gli fu permesso di occupare il sagrato della chiesa per costruirvi un palazzo; dovette però mettere mano alla struttura e far spostare la facciata e l’ingresso dal lato orientale a quello occidentale, al posto della preesistente abside, secondo un’organizzazione degli spazi tramandata fino ad oggi.
La chiesa, gravemente danneggiata dalla risistemazione e dall'incuria, fu poi completamente ricostruita per volere dell'arcivescovo Federico Borromeo, che vi compì una visita pastorale il 30 gennaio 1610. A partire dagli anni seguenti il 1624, l'architetto Angelo Puttini progettò e curò la realizzazione di una struttura con pianta a croce latina impreziosita anche da alcuni affreschi, oggi non più presenti, posti su parte dell’interno e della facciata. Malgrado questi interventi, la parrocchia era in piena decadenza e già nel 1760 essa appariva amministrata da un solo sacerdote; nell'ottica della risistemazione delle parrocchie milanesi e dei Corpi Santi essa fu infine soppressa il 24 dicembre 1787 e San Carpoforo divenne sussidiaria della vicina chiesa di Santa Maria del Carmine.
Con decreto vicereale del 10 settembre 1809 il Regno d’Italia decretò poi la soppressione del luogo di culto. Entro la fine di ottobre esso fu riconvertita in archivio: si stabilì, infatti, che vi dovessero essere depositate le carte del Ministero della Guerra, per un totale di circa millecinquecento metri lineari di documentazione, mentre gli spazi rimasti liberi furono adattati ad uso d’ufficio e ad abitazione dei custodi.
Nel settembre del 1854 i documenti militari vennero trasferiti altrove e San Carpoforo accolse quelli del Regio archivio governativo di deposito provinciale-civico. Già durante l'anno successivo, tuttavia, il rapido accrescimento dei fondi obbligò le autorità ad aumentarne la capienza mediante l'aggiunta di ulteriori scaffalature; sempre nel 1855, poi, il governo fece costruire sul lato meridionale dell'edificio una sala lunga sedici metri, larga sei e alta nove adibita ad archivio finanziario. Il 29 settembre 1864 il comune di Milano acquistò la proprietà dell'ex chiesa e subito dispose lo spostamento in altre sedi della documentazione di competenza statale; al termine della movimentazione, nel 1872, l'amministrazione del capoluogo sistemò nel corpo dell'edificio il proprio archivio di deposito e nella sala meridionale quello storico. Proprio in questa parte del complesso ebbe sede la Società storica lombarda a partire dai primi mesi del 1874 fino al 1897, quando si spostò presso il Castello Sforzesco.
Nel castello di Porta Giovia furono trasferiti durante il 1902 anche i faldoni della sezione antica; rimase a San Carpoforo solo quella di deposito, poi distrutta dai bombardamenti alleati nell'agosto 1943.
Nel 1976 la chiesa è stata oggetto di una delle "riappropriazioni" dell'artista Franco Mazzucchelli che ha installato uno dei suoi lavori con i "gonfiabili" in PVC.
Negli anni successivi l'edificio passò sotto il controllo della Soprintendenza e nel 1993 fu concesso in uso gratuito all'Accademia di belle arti di Brera, che ancora oggi la utilizza come sede per i corsi di decorazione, restauro ed arte sacra contemporanea.